# Dichiarazione internazionale sui dati genetici umani
La  Dichiarazione internazionale sui dati genetici umani è il secondo strumento, creato nel 2003 dall' UNESCO, estensione della dichiarazione del 1997.
Questo documento stabilisce un numero di regole per la collezione, l'uso e lo storage dei dati genetici umani.
Esso riguarda, tra l'altro, il consenso informato in genetica; la riservatezza dei dati genetici; la discriminazione genetica; l'anonimato delle informazioni genetiche personali; gli studi genetici sulle popolazioni; il diritto a non conoscere ila propria composizione genetica, la solidarietà internazionale nella ricerca genetica, e la distribuzione dei benefici.